# Codegua
Codegua est une ville et une commune du Chili faisant partie de la province de Cachapoal, elle-même rattachée à la Région O'Higgins. En 2012, sa population s'élevait à 12 727 habitants. La superficie de la commune est de 44 km2 (densité de 287 hab./km2),.
La commune est créée en 1873. Codegua se trouve dans la Vallée centrale du Chili à environ 90 kilomètres par la route au sud de la capitale Santiago et 20 kilomètres au nord de Rancagua capitale de la province de Cachapoal. La commune est essentiellement rurale. Sur son territoire se trouve un circuit de course automobile l'Autódromo Internacional de Codegua qui accueille des courses de motos nationales et internationales.